# بخش کدر میلس، شهرستان میکر، مینه سوتا
بخش کدر میلس (به انگلیسی: Cedar Mills Township) یک منطقهٔ مسکونی در ایالات متحده آمریکا است که در شهرستان میکر، مینه‌سوتا واقع شده‌است.
 بخش کدر میلس ۱۰۰٫۹ کیلومتر مربع مساحت و ۴۹۹ نفر جمعیت دارد و ۳۲۶ متر بالاتر از سطح دریا واقع شده‌است.